# Maulstachler
Die Maulstachler (Stomiiformes (= Stomiatiformes Rosen, 1973)), auch Großmäuler genannt, sind eine Ordnung der Knochenfische (Osteichthyes). Es sind Bewohner der Tiefsee vor allem tropischer oder gemäßigter Meeresregionen. 

## Merkmale
Die meisten Arten sind schwarz oder silbrig gefärbt, und alle, mit einer Ausnahme, besitzen Leuchtorgane. Ihre Schwimmblase ist normalerweise reduziert, das Skelett leicht und der Körper weist einen hohen Anteil an Lipiden auf. Die meisten Arten sind klein und erreichen nicht einmal eine Länge von 10 cm. Die kleinsten Arten werden 1,5 cm lang, die größten einen halben Meter. William Beebe berichtete zwar von Maulstachlern von sechs Fuß (etwa 1,8 Meter) Länge, die er als Bathysphaera intacta beschrieb, aber Exemplare dieser Größe wurden niemals gefangen.
Viele haben ein bizarres Aussehen, Leuchtorgane an verschiedenen Stellen des Körpers und riesige Fangzähne in großen, tief gespaltenen und weit hinter die Augen reichenden Mäulern. Die Farbe der Maulstachler ist meist dunkelbraun oder schwarz, Arten der Borstenmäuler (Gonostomatidae) sind oft silbrig. Die Leuchtorgane sind einzigartig unter allen Teleostei und besitzen eine Wand aus flachen Bindegewebszellen, in die Guaninplättchen eingelagert sind und die nach außen durch eine Pigmentschicht abgedeckt sind. Die Guaninplättchen wirken als Reflektoren. In den Leuchtorganen befinden sich die Photocyten, Licht produzierende Zellen, die über ein sehr stark entwickeltes endoplasmatisches Retikulum verfügen, und Drüsenzellen, die eventuell eine Funktion als Filter haben. Maulstachler erzeugen ihr eigenes Luciferin. Das Leuchten wird hier also nicht durch Bakterien erzeugt wie z. B. bei den Laternenträgern (Anomalopidae). Insgesamt lassen sich drei Arten von Leuchtorganen unterscheiden. Beim Typ Alpha sind die Leuchtorgane in Reihen angeordnet, die senkrecht zur Längsachse der Leuchtorgane verlaufen. Beim Typ Beta sind die Leuchtorgane um einen zentralen Hohlraum angeordnet, der manchmal eine Öffnung nach außerhalb hat. Die Leuchtorgane des Gamma-Typs sind kreisförmig um ein Zentrum angeordnet. Leuchtorgane, die ihre Leuchtkraft nicht von Bakterien beziehen, gibt es auch bei zahlreichen Arten sechs weiterer Teleostei-Gruppen, aber ihre Morphologie ist immer anders als bei denen der Maulstachler.
Die Zähne sind nach hinten umklappbar. Dabei rotieren sie um eine Achse an der vorderen Basis des Zahns. Dort sind sie mit der Basis über mineralisiertes Bindegewebe verbunden, an der Rückseite nur durch Bindegewebe. Sowohl Maxillare als auch Prämaxillare sind bezahnt. Oft besitzen die Maulstachler eine Bartel am Unterkiefer. Die Augen sind oft vorstehende Teleskopaugen, die der Larven oft an Stielen sitzend. Viele Arten besitzen keine Schuppen, sind sie vorhanden, dann sind es Rundschuppen, die leicht abfallen. Auch die Brustflossen sowie Rückenflosse und Fettflosse fehlen bei vielen Arten. Sind Brustflossen vorhanden, so setzten sie tief an, die Bauchflossen haben vier bis neun Flossenstrahlen. Die Schwimmblase ist ohne Ductus pneumaticus oder fehlt ganz. Ist sie vorhanden, so befindet sich an ihrem hinteren Ende eine Rete mirabile, ein Geflecht aus feinsten Arterien, die dem Gasaustausch dienen. Bei fast allen anderen Teleostei, bis auf einigen Schleimkopf- und Dornfischartige, ist die Rete mirabile am vorderen Ende der Schwimmblase oder in der Mitte angeordnet. Die Anzahl der Branchiostegalstrahlen liegt bei 5 bis 24, die hinten liegenden sind stark vergrößert, einige gelenken mit den ventralen Hypohyalen, weiteren Knochen des Branchiostegalapparats.

## Lebensweise
In den meisten Fällen leben Maulstachler meso- und bathypelagisch, also in Tiefen von 200 bis 4000 Metern. Viele gehören zu den häufigsten Meeresfischen. Insbesondere die Gattungen Cyclothone aus der Familie der Borstenmäuler und Vinciguerria aus der Familie der Stomiidae werden immer wieder als die individuenreichsten Fischgattungen genannt, und viele Ichthyologen nehmen an, dass sie mehr Einzelexemplare stellen als alle anderen Wirbeltiergattungen auf der Erde und dass ihre Gesamtmasse größer ist als die aller anderen Fischgattungen. Andere Maulstachlerarten und Gattungen sind anscheinend selten und wurden nur wenig gefangen (Sonoda, Rhadinesthes decimus, Araiophos eastropas). Maulstachler sind carnivor und fressen vor allem Krebstiere und kleinere Fische. Sie selber sind eine bedeutende Nahrungsquelle für marine Raubfische und Meeressäuger.

## Äußere Systematik
Die Maulstachler wurden für gewöhnlich als basale Gruppe den Neoteleostei, den Modernen Knochenfischen, zugeordnet. Neuere Untersuchungen kommen jedoch zu dem Schluss, dass sie außerhalb der Neoteleostei stehen und die Schwestergruppe der Stintartigen (Osmeriformes) sind, einer Knochenfischordnung, deren Angehörige vor allem in kühlen und gemäßigten Regionen im Brack- und Süßwasser leben.
Das folgende Kladogramm zeigt die systematische Stellung der Maulstachler als Schwestergruppe der Stintartigen:
|  | Galaxien (Galaxiiformes)                                                                  |
|  |                                                                                           |
|  | \| \| Hechtartige (Esociformes) \| \| \| \| \| \| Lachsartige (Salmoniformes) \| \| \| \| |
|  |                                                                                           |
|  | Hechtartige (Esociformes)                                                                 |
|  |                                                                                           |
|  | Lachsartige (Salmoniformes)                                                               |
|  |                                                                                           |

|  | Hechtartige (Esociformes)   |
|  |                             |
|  | Lachsartige (Salmoniformes) |
|  |                             |

|  | Galaxien (Galaxiiformes)                                                                  |
|  |                                                                                           |
|  | \| \| Hechtartige (Esociformes) \| \| \| \| \| \| Lachsartige (Salmoniformes) \| \| \| \| |
|  |                                                                                           |
|  | Hechtartige (Esociformes)                                                                 |
|  |                                                                                           |
|  | Lachsartige (Salmoniformes)                                                               |
|  |                                                                                           |

|  | Hechtartige (Esociformes)   |
|  |                             |
|  | Lachsartige (Salmoniformes) |
|  |                             |

| Stomiati | \| \| Stintartige (Osmeriformes) \| \| \| \| \| \| Maulstachler (Stomiiformes) \| \| \| \| |
|          | \| \| Stintartige (Osmeriformes) \| \| \| \| \| \| Maulstachler (Stomiiformes) \| \| \| \| |
|          | Neoteleostei                                                                               |
|          |                                                                                            |
|          | Stintartige (Osmeriformes)                                                                 |
|          |                                                                                            |
|          | Maulstachler (Stomiiformes)                                                                |
|          |                                                                                            |

|  | Stintartige (Osmeriformes)  |
|  |                             |
|  | Maulstachler (Stomiiformes) |
|  |                             |

|  | Galaxien (Galaxiiformes)                                                                  |
|  |                                                                                           |
|  | \| \| Hechtartige (Esociformes) \| \| \| \| \| \| Lachsartige (Salmoniformes) \| \| \| \| |
|  |                                                                                           |
|  | Hechtartige (Esociformes)                                                                 |
|  |                                                                                           |
|  | Lachsartige (Salmoniformes)                                                               |
|  |                                                                                           |

|  | Hechtartige (Esociformes)   |
|  |                             |
|  | Lachsartige (Salmoniformes) |
|  |                             |

|  | Galaxien (Galaxiiformes)                                                                  |
|  |                                                                                           |
|  | \| \| Hechtartige (Esociformes) \| \| \| \| \| \| Lachsartige (Salmoniformes) \| \| \| \| |
|  |                                                                                           |
|  | Hechtartige (Esociformes)                                                                 |
|  |                                                                                           |
|  | Lachsartige (Salmoniformes)                                                               |
|  |                                                                                           |

|  | Hechtartige (Esociformes)   |
|  |                             |
|  | Lachsartige (Salmoniformes) |
|  |                             |

| Stomiati | \| \| Stintartige (Osmeriformes) \| \| \| \| \| \| Maulstachler (Stomiiformes) \| \| \| \| |
|          | \| \| Stintartige (Osmeriformes) \| \| \| \| \| \| Maulstachler (Stomiiformes) \| \| \| \| |
|          | Neoteleostei                                                                               |
|          |                                                                                            |
|          | Stintartige (Osmeriformes)                                                                 |
|          |                                                                                            |
|          | Maulstachler (Stomiiformes)                                                                |
|          |                                                                                            |

|  | Stintartige (Osmeriformes)  |
|  |                             |
|  | Maulstachler (Stomiiformes) |
|  |                             |

|  | Galaxien (Galaxiiformes)                                                                  |
|  |                                                                                           |
|  | \| \| Hechtartige (Esociformes) \| \| \| \| \| \| Lachsartige (Salmoniformes) \| \| \| \| |
|  |                                                                                           |
|  | Hechtartige (Esociformes)                                                                 |
|  |                                                                                           |
|  | Lachsartige (Salmoniformes)                                                               |
|  |                                                                                           |

|  | Hechtartige (Esociformes)   |
|  |                             |
|  | Lachsartige (Salmoniformes) |
|  |                             |

|  | Galaxien (Galaxiiformes)                                                                  |
|  |                                                                                           |
|  | \| \| Hechtartige (Esociformes) \| \| \| \| \| \| Lachsartige (Salmoniformes) \| \| \| \| |
|  |                                                                                           |
|  | Hechtartige (Esociformes)                                                                 |
|  |                                                                                           |
|  | Lachsartige (Salmoniformes)                                                               |
|  |                                                                                           |

|  | Hechtartige (Esociformes)   |
|  |                             |
|  | Lachsartige (Salmoniformes) |
|  |                             |

| Stomiati | \| \| Stintartige (Osmeriformes) \| \| \| \| \| \| Maulstachler (Stomiiformes) \| \| \| \| |
|          | \| \| Stintartige (Osmeriformes) \| \| \| \| \| \| Maulstachler (Stomiiformes) \| \| \| \| |
|          | Neoteleostei                                                                               |
|          |                                                                                            |
|          | Stintartige (Osmeriformes)                                                                 |
|          |                                                                                            |
|          | Maulstachler (Stomiiformes)                                                                |
|          |                                                                                            |

|  | Stintartige (Osmeriformes)  |
|  |                             |
|  | Maulstachler (Stomiiformes) |
|  |                             |

|  | Galaxien (Galaxiiformes)                                                                  |
|  |                                                                                           |
|  | \| \| Hechtartige (Esociformes) \| \| \| \| \| \| Lachsartige (Salmoniformes) \| \| \| \| |
|  |                                                                                           |
|  | Hechtartige (Esociformes)                                                                 |
|  |                                                                                           |
|  | Lachsartige (Salmoniformes)                                                               |
|  |                                                                                           |

|  | Hechtartige (Esociformes)   |
|  |                             |
|  | Lachsartige (Salmoniformes) |
|  |                             |

|  | Galaxien (Galaxiiformes)                                                                  |
|  |                                                                                           |
|  | \| \| Hechtartige (Esociformes) \| \| \| \| \| \| Lachsartige (Salmoniformes) \| \| \| \| |
|  |                                                                                           |
|  | Hechtartige (Esociformes)                                                                 |
|  |                                                                                           |
|  | Lachsartige (Salmoniformes)                                                               |
|  |                                                                                           |

|  | Hechtartige (Esociformes)   |
|  |                             |
|  | Lachsartige (Salmoniformes) |
|  |                             |

| Stomiati | \| \| Stintartige (Osmeriformes) \| \| \| \| \| \| Maulstachler (Stomiiformes) \| \| \| \| |
|          | \| \| Stintartige (Osmeriformes) \| \| \| \| \| \| Maulstachler (Stomiiformes) \| \| \| \| |
|          | Neoteleostei                                                                               |
|          |                                                                                            |
|          | Stintartige (Osmeriformes)                                                                 |
|          |                                                                                            |
|          | Maulstachler (Stomiiformes)                                                                |
|          |                                                                                            |

|  | Stintartige (Osmeriformes)  |
|  |                             |
|  | Maulstachler (Stomiiformes) |
|  |                             |

## Innere Systematik
Insgesamt gibt es drei Familien 52 Gattungen und etwa 455 Arten.
- Unterordnung Gonostomatoidei

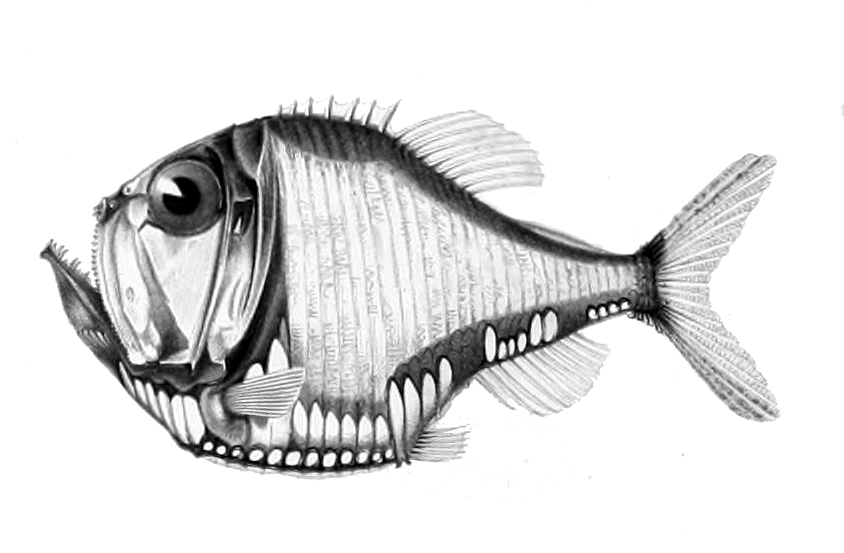
Silberbeil (Argyropelecus olfersii)

  - Familie Borstenmäuler (Gonostomatidae)
- Unterordnung Stomiatoidei (= Phosichthyoidei)
  - Familie Tiefsee-Beilfische (Sternoptychidae)
    - Unterfamilie Maurolicinae
    - Unterfamilie Sternoptychinae

  - Familie Stomiidae
    - Unterfamilie Astronesthinae
    - Unterfamilie Stomiinae
    - Unterfamilie Viperfische (Chauliodontinae)
    - Unterfamilie Schuppenlose Drachenfische (Melanostomiinae)
    - Unterfamilie Schwarze Drachenfische (Idiacanthinae)
    - Unterfamilie Malacosteinae

## Fossilüberlieferung
Die sichere Fossilüberlieferung der Ordnung reicht bis in das Eozän zurück. Auch aus dem Miozän sind zahlreiche Maulstachlerfossilien bekannt. Sie werden teilweise noch heute existierenden Gattungen zugeordnet. Die kreidezeitliche Gattung Idrissa könnte das älteste bekannte Maulstachlerfossil sein. Diese Zuordnung ist aber problematisch und umstritten.